# Fosmidomycin
Fosmidomycin ist ein Antibiotikum aus Streptomyces lavendulae, einer Streptomyceten-Art.
Es hemmt den Methylerythritolphosphatweg, der zur Biosynthese der Terpengrundbausteine Isopentenylpyrophosphat (IPP) und Dimethylallylpyrophosphat (DMAPP) führt. Dieser findet sich z. B. im Plasmodium falciparum, dem Erreger der Malaria. 
Die Grundbausteine IPP und DMAPP sind an der Bildung von Hormonen, Cholesterin, Zellmembranen und Proteinstrukturen beteiligt. Fehlen diese, muss der Malariaerreger sterben. Das Enzym, welches von Fosmidomycin inhibiert wird, ist die Desoxy-D-xylulose-5-phosphat-Reduktase.